# Kukastunturi
Koordinaten: 67° 39′ 0″ N, 24° 13′ 0″ O
Der Kukastunturi ist ein Fjell (Tunturi) im finnischen Teil Lapplands. Er befindet sich unweit des Ortes Äkäslompolo, das zur Gemeinde Kolari gehört und besitzt eine Höhe von 474 Metern. Zum Kukas kann man während der Ferienzeit Skiausflüge machen.